# Scaligeria bucharica
Scaligeria bucharica är en flockblommig växtart som beskrevs av Jevgenij Korovin. Scaligeria bucharica ingår i släktet Scaligeria och familjen flockblommiga växter. Inga underarter finns listade i Catalogue of Life.